# Zvonek rozkladitý
Zvonek rozkladitý (Campanula patula) je druh rostliny z čeledi zvonkovité (Campanulaceae).

## Popis
Dvouletá, někdy až vytrvalá bylina, vysoká zpravidla 25–70 cm.
Lodyha je hranatá až oblá, lysá nebo chlupatá, rozkladitě větvená. Lodyžní a přízemní listy jsou odlišné. Přízemní jsou řapíkaté, s čepelí v obrysu obvejčitou, na okraji,lodyžní listy jsou celokrajné, dolní krátce řapíkaté, s čepelí eliptickou až vejčitě podlouhlou, střední a horní listy jsou přisedlé, podlouhle čárkovitě kopinaté.
Květy jsou uspořádány do květenství ve volné chocholičnaté latě, jsou na dlouhých stopkách se dvěma listenci Kalich je srostlý z 5 lístků, kališní cípy jsou úzce trojúhelníkovité. Koruna je široce nálevkovitá až zvonkovitá, srostlá také z 5 korunních lístků, nejčastěji dlouhá 15–25 mm, řidčeji až 40 mm, světle až tmavě fialová, členěná v cípy do poloviny až dvou třetin. Tyčinek je 5. Semeník je lysý nebo chlupatý, trojpouzdrý, blizna je trojramenná.
Plodem je dlouhá tobolka, kožovitá. Počet chromozómů je 2n = 20, 40 nebo 60 (diploidi, tetraploidi, hexaploidi).
Kvete v květnu až v červenci, někdy až do září.

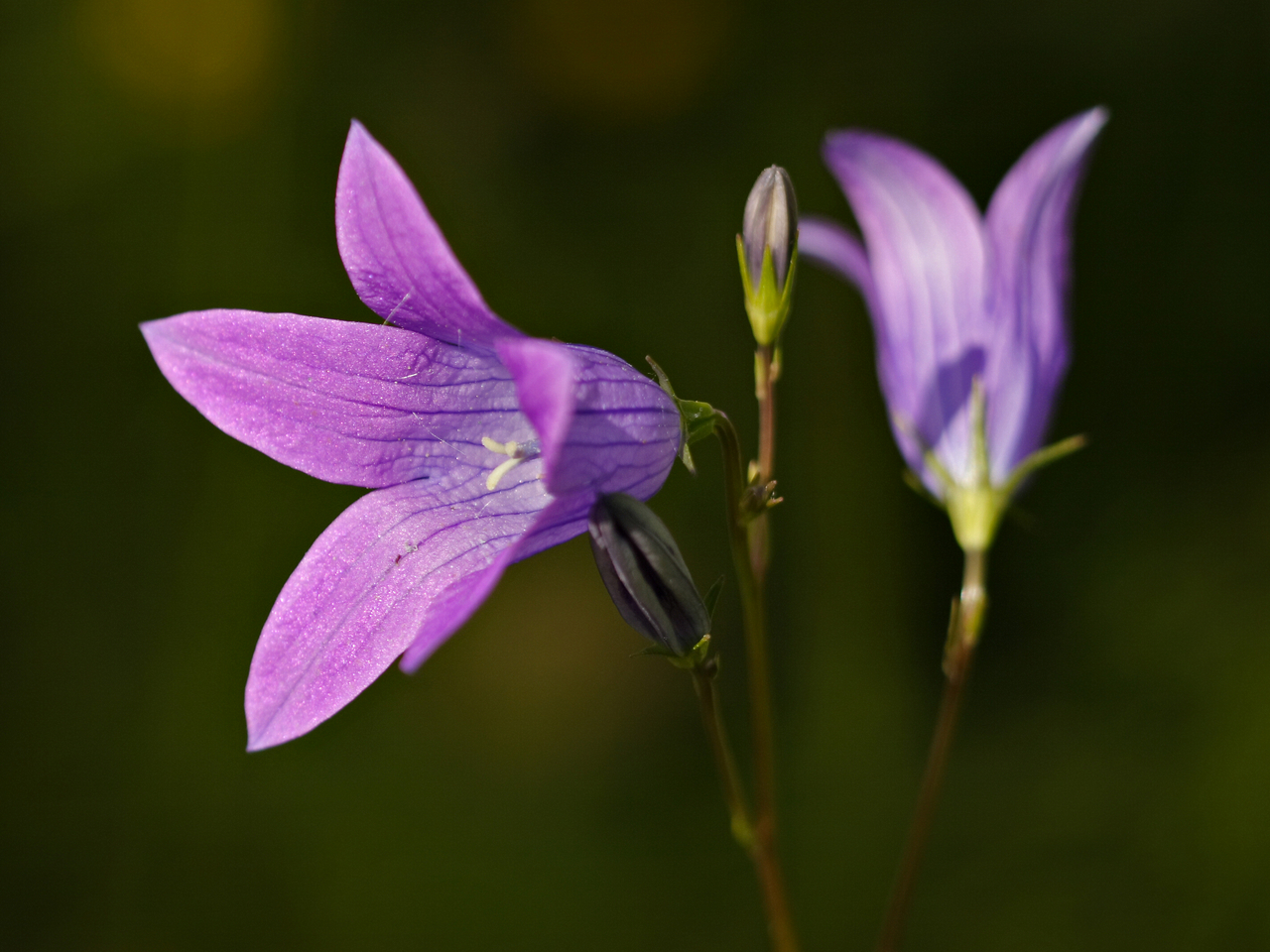
Detail květu

## Rozšíření ve světě
Zvonek rozkladitý roste ve velké části Evropy, na východ po evropské Rusko. Jen v jižní Evropě je vzácný nebo chybí, stejně jako v nejsevernějších oblastech.

## Rozšíření v Česku
V ČR velmi hojný druh, typický zvláště pro mezofilní louky svazu Arrhenatherion. Je běžný od nížin do hor, chybí jen ve vyšších horských polohách.